# La Ville-du-Bois
La Ville-du-Bois és un municipi francès, situat al departament de l'Essonne i a la regió de Illa de França. L'any 2007 tenia 6.833 habitants.
Forma part del cantó de Longjumeau i del districte de Palaiseau. I des del 2016 de la Comunitat d'aglomeració París-Saclay.

## Demografia

### Població
El 2007 la població de fet de La Ville-du-Bois era de 6.833 persones. Hi havia 2.423 famílies, de les quals 551 eren unipersonals (304 homes vivint sols i 247 dones vivint soles), 580 parelles sense fills, 1.099 parelles amb fills i 193 famílies monoparentals amb fills.
La població ha evolucionat segons el següent gràfic:
Habitants censats

### Habitatges
El 2007 hi havia 2.621 habitatges, 2.484 eren l'habitatge principal de la família, 19 eren segones residències i 118 estaven desocupats. 2.089 eren cases i 491 eren apartaments. Dels 2.484 habitatges principals, 1.893 estaven ocupats pels seus propietaris, 551 estaven llogats i ocupats pels llogaters i 40 estaven cedits a títol gratuït; 210 tenien una cambra, 203 en tenien dues, 343 en tenien tres, 490 en tenien quatre i 1.238 en tenien cinc o més. 1.967 habitatges disposaven pel capbaix d'una plaça de pàrquing. A 1.032 habitatges hi havia un automòbil i a 1.262 n'hi havia dos o més.

### Piràmide de població
La piràmide de població per edats i sexe el 2009 era:
| Homes | Edats   | Dones |
| ----- | ------- | ----- |
| 0     | 95 o +  | 0     |
| 0     | 90 a 94 | 8     |
| 8     | 85 a 89 | 24    |
| 24    | 80 a 84 | 20    |
| 40    | 75 a 79 | 60    |
| 56    | 70 a 74 | 56    |
| 96    | 65 a 69 | 88    |
| 116   | 60 a 64 | 132   |
| 172   | 55 a 59 | 136   |
| 208   | 50 a 54 | 244   |
| 300   | 45 a 49 | 232   |
| 256   | 40 a 44 | 248   |
| 220   | 35 a 39 | 264   |
| 240   | 30 a 34 | 264   |
| 180   | 25 a 29 | 188   |
| 176   | 20 a 24 | 152   |
| 264   | 15 a 19 | 196   |
| 232   | 10 a 14 | 252   |
| 244   | 5 a 9   | 204   |
| 140   | 0 a 4   | 148   |

## Economia
El 2007 la població en edat de treballar era de 4.733 persones, 3.663 eren actives i 1.070 eren inactives. De les 3.663 persones actives 3.400 estaven ocupades (1.785 homes i 1.615 dones) i 263 estaven aturades (111 homes i 152 dones). De les 1.070 persones inactives 320 estaven jubilades, 431 estaven estudiant i 319 estaven classificades com a «altres inactius».

### Ingressos
El 2009 a La Ville-du-Bois hi havia 2.479 unitats fiscals que integraven 6.899 persones, la mediana anual d'ingressos fiscals per persona era de 24.031 €.

### Activitats econòmiques
Dels 421 establiments que hi havia el 2007, 1 era d'una empresa extractiva, 5 d'empreses alimentàries, 1 d'una empresa de fabricació de material elèctric, 10 d'empreses de fabricació d'altres productes industrials, 63 d'empreses de construcció, 163 d'empreses de comerç i reparació d'automòbils, 24 d'empreses de transport, 23 d'empreses d'hostatgeria i restauració, 12 d'empreses d'informació i comunicació, 6 d'empreses financeres, 14 d'empreses immobiliàries, 49 d'empreses de serveis, 29 d'entitats de l'administració pública i 21 d'empreses classificades com a «altres activitats de serveis».
Dels 92 establiments de servei als particulars que hi havia el 2009, 1 era una oficina de correu, 2 oficines bancàries, 9 tallers de reparació d'automòbils i de material agrícola, 2 tallers d'inspecció tècnica de vehicles, 6 paletes, 4 guixaires pintors, 10 fusteries, 14 lampisteries, 3 electricistes, 16 empreses de construcció, 6 perruqueries, 13 restaurants, 3 agències immobiliàries, 1 tintoreria i 2 salons de bellesa.
Dels 81 establiments comercials que hi havia el 2009, 1 era, 1 un hipermercat, 3 fleques, 4 carnisseries, 2 llibreries, 34 botigues de roba, 3 botigues d'equipament de la llar, 3 sabateries, 3 botigues d'electrodomèstics, 9 botigues de mobles, 4 botigues de material esportiu, 3 drogueries, 3 perfumeries, 5 joieries i 3 floristeries.
L'any 2000 a La Ville-du-Bois hi havia 4 explotacions agrícoles que ocupaven un total de 44 hectàrees.

## Equipaments sanitaris i escolars
Els 2 equipaments sanitaris que hi havia el 2009 eren farmàcies.
El 2009 hi havia 1 escola maternal i 3 escoles elementals. A La Ville-du-Bois hi havia 1 col·legi d'educació secundària i 1 liceu d'ensenyament general. Als col·legis d'educació secundària hi havia 849 alumnes i als liceus d'ensenyament general 447.

## Poblacions més properes
El següent diagrama mostra les poblacions més properes.